# Hydrogamie

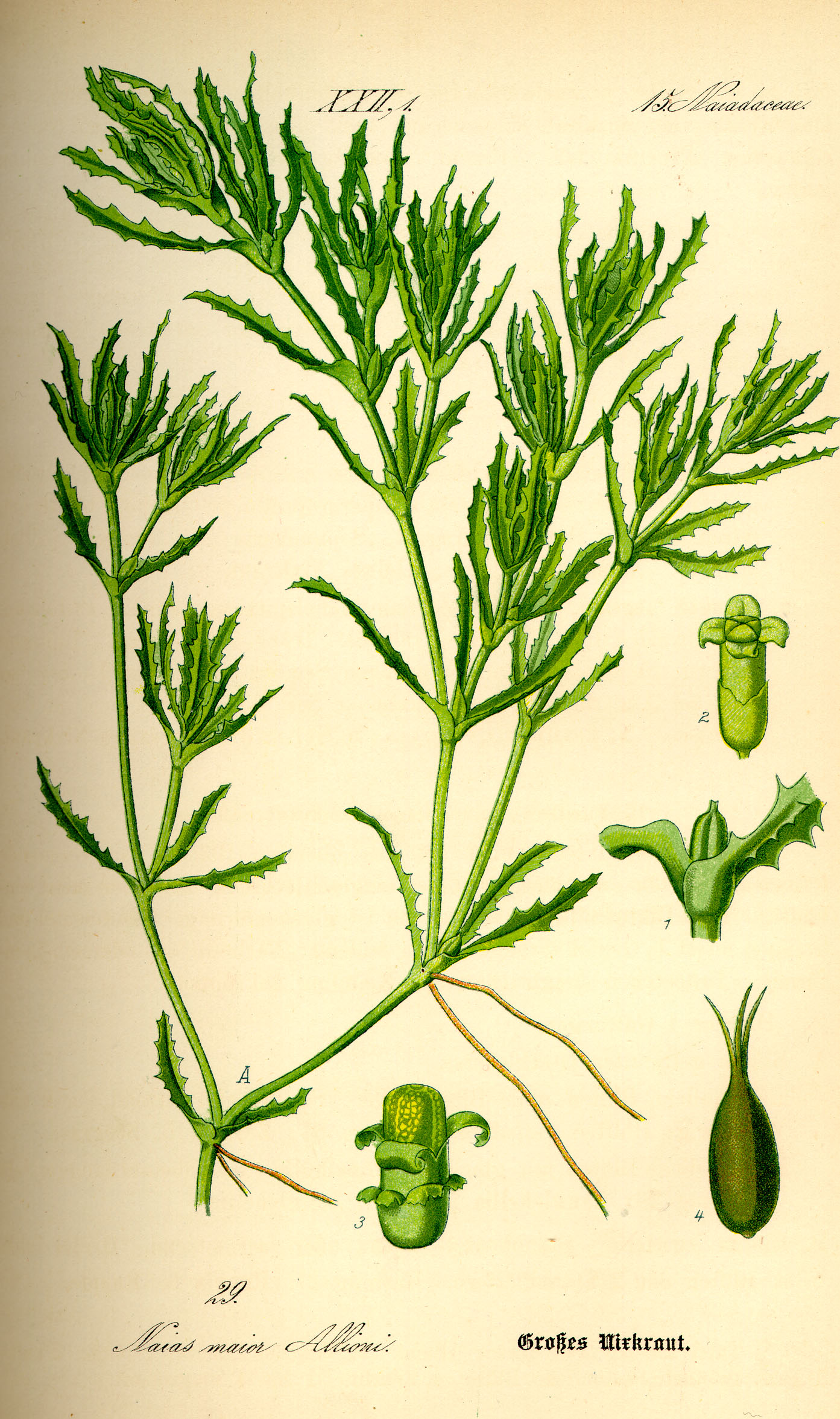
řečanka přímořská (Najas marina)

Hydrogamie je způsob opylení krytosemenných rostlin pomocí vody. Vyskytuje se u některých vodních rostlin, nikoliv však u všech. Některé mají květy nad hladinou a jsou opylovány pomocí větru (anemogamie) nebo hmyzu (entomogamie). Rostliny opylované vodou mají květy pod vodou, řidčeji při vodní hladině, podobně jako u rostlin opylovaných větrem nejsou třeba lákadla pro opylovače, proto okvětí nebo koruna je zakrnělá či zcela chybí. Pyl bývá dlouhý a slepuje se, aby lépe splýval a zachytával se na k tomu uzpůsobené dlouhé blizny.. Není nutná ochrana před vyschnutím, proto u mnohých hydrogamních rostlin chybí exina (vnější vrstva) u pylového zrna. Příkladem rostliny opylované vodou je třeba řečanka (Najas), Posidonia, růžkatec (Ceratophyllum) nebo některé druhy rodu hvězdoš (Callitriche).